# Свети Власий (Лъжани)
„Свети Власий“ (на македонска литературна норма: „Свети Власиј“) е възрожденска църква в стружкото село Лъжани, Северна Македония. Църквата е част от Стружкото архиерейско наместничество на Дебърско-Кичевската епархия на Македонската православна църква – Охридска архиепископия.
Църквата е гробищен храм, разположен в северната част на селото. Изградена е в 1893 година. Храмът е изписан. Иконата на Светите Седмочисленици (40,4 х 32 cm) е дело на дебърския майстор Евтим Спасов. Иконата е надписана: „Стыи 7-численикы, С. Прпд. Гораздъ, С. Наумъ Охридски, С. Кирилъ Солунски, С. Климент Ѡхридски, С. Меθодии Солунски, С. Ангеларіи Гармански, С. Сава Охридски“. На долната рамка е датирана с боя 1896 и подписана с остър предмет „Икона писа Евтимиа Спасевъ отъ Гари Деборско“.